# Institut per a la Informació Científica
L'Institut per a la Informació Científica (en anglès, Institute for Scientific Information) o ISI va ser fundat el 1960 per Eugene Garfield a Filadèlfia. Posteriorment, el 1992, fou adquirit per Thomson i actualment és conegut com a Thomson Reuters ISI, després de la compra de Reuters per part de Thomson el 2008.
ISI ofereix serveis de bibliografia. Està particularment especialitzat en l'anàlisi de citació. Manté una base de dades de citacions que cobreix milers de revistes, coneguda com a Science Citation Index (SCI), que és possible consultar en línia a través del servei Web of Science (WOS). Aquesta base de dades permet als investigadors identificar quin article ha estat citat més freqüentment, i qui l'ha citat. ISI també té una publicació anual, el Journal Citation Report, que llista el "factor d'impacte" de cada una de les revistes que controla. Dins de la comunitat científica el factor d'impacte juga un enorme i controvertit paper a determinar el reconeixement atribuït a les publicacions científiques.

## Orígens i evolució
Més enllà de les seves activitats vinculades amb la seva professió de químic, Eugene Garfield s'adonà ben aviat de la importància de la biblioteconomia i del processament de la informació científica, convertint-se a més d'editor i productor de bases de dades, en un important comunicador de la utilització dels indicadors en la ciència.
En 1951, comença a treballar en el Projecte d'indexació a la Biblioteca Welch de Medicina de la Universitat Johns Hopkins per tal de millorar la llista de la literatura mèdica. És en aquest moment quan Garfield s'adona del gran potencial de les màquines per a gestionar els grans arxius d'informació. Després d'acabar el Projecte Welch, el 1953, Eugene Garfield funda en 1954 una empresa anomenada DocuMation Inc que més endavant prengué el nom d'Eugene Garfield Associates. El 1960, l'empresa passa a anomenar-se Institute for Scientific Information, ISI. i el 1961 llança el seu índex de cites sobre genètica anomenat Genetics Citation Index (GCI). El producte documental té una gran repercussió i Eugene Garfield rep el suport del Premi Nobel de Medicina de 1958 Joshua Lederberg i el finançament de l'Institut Nacional de Salut dels EUA. L'ISI comença a publicar el Science Citation Index (SCI) en 1964, nom que va ser encunyat per Lederberg. El 1965 s'edita el Social Sciences Citation Index (SSCI). El 1975 apareix l'Arts and Humanities Citation Index (A & HCI) i el Journal Citation Reports (JCR) que analitza els factors d'impacte de les revistes.
Durant molts anys, fins que no va sortir el seu competidor SCOPUS d'Elsevier i més endavant Google Scholar, els únics índexs de cites disponibles -Science Citation Index (SCI), Social Sciences Citation index (SSCI) i Arts and Humanities Citation Index (AHCI)- van ser els elaborats per l'Institute for Scientific Information (ISI). Actualment, aquests índexs estan integrats en el Web of Science (WOS) -subministrat per Thomson Reuters a través de la plataforma Web of Knowledge (WOK). Aquesta plataforma, el 2012, indexava unes 9.300 de les revistes d'investigació més prestigioses. Així, els productes documentals més importants de l'ISI han estat les tres bases de dades citades, incloses en la Web of Science, que recullen articles sobre ciència i tecnologia (des de 1900), ciències socials (des de 1956) i arts i humanitats (des de 1975). La Web of Science, també recull les cites que els científics, en els seus treballs, fan sobre altres treballs. Un altre dels productes oferts pel WOK és el Journal Citation Reports que llista i avalua l'impacte de les revistes a partir de les cites i indica quines són les revistes més citades en el seu àmbit. Dins de la comunitat científica el factor d'impacte juga un enorme i controvertit paper a determinar el reconeixement atribuït a les publicacions científiques. Actualment, el fet que una publicació periòdica estigui indexada en aquesta base de dades es considera internacionalment un criteri significatiu de qualitat.
Tot i que l'ISI ha estat criticat per establir biaixos idiomàtics a favor de l'anglès i també d'alguns pasos i àrees geogràfiques, la realitat és que va revolucionar el món de la investigació i avaluació de la ciència, marcant un abans i un després.